# Gymnostreptus digitatus
Gymnostreptus digitatus är en mångfotingart som först beskrevs av Christoph D. Schubart 1945.  Gymnostreptus digitatus ingår i släktet Gymnostreptus och familjen Spirostreptidae. Inga underarter finns listade i Catalogue of Life.